# Річки й озера Андорри

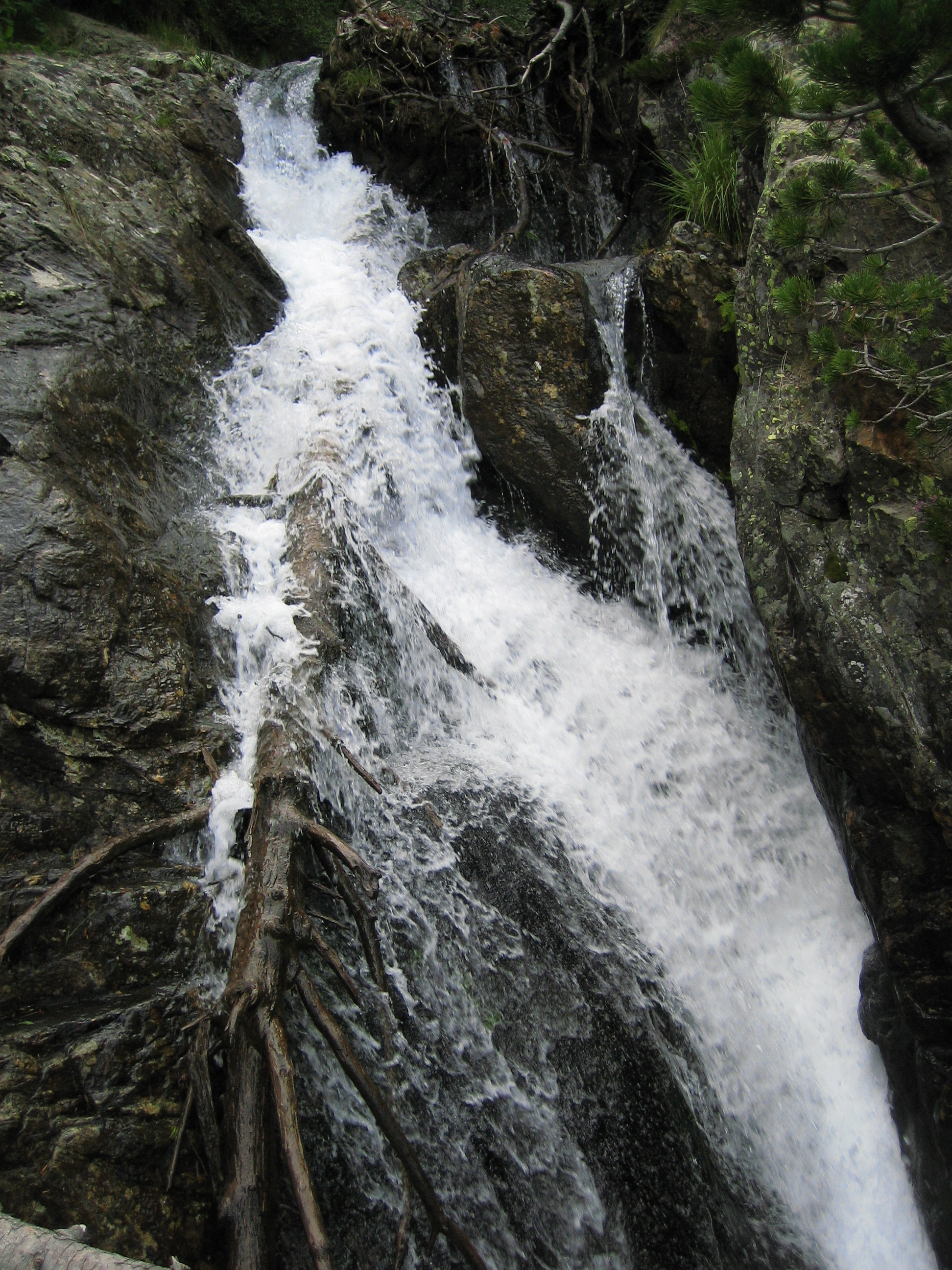
Ріу де Кома Педроса

Річки Андорри — гірські, з швидкою течією і вузькими долинами, мають джерела біля кордону з Францією і, зазвичай, є притоками Валіри. Інші річки протікають всього кілька кілометрів територією країни і впадаючи в іспанські річки.

## Річки
Загалом, територія Андорри знаходиться на вододілі Середземного моря та Атлантичного океану. Більшість її річок відносять до двох гідрологічних систем: більшість з них входять до басейну Ебро і лише невеличка кількість входять до басейну Гаронни.
Головна водна артерія країни — річка Гран Валіра, яка утворюється із двох найбільших приток Валіра-дель-Норт (в перекладі Долина на Півночі) і Валіра-д'Орієнте (в перекладі Долина на Сході).
Список річок, що протікають територією Андорри.
- Арьеж (річка)
- Валіра (річка)
  - Валіра-дель-Норт
  - Валіра-д'Орієнте
  - Валіра д'Енкамп
  - Ліменерес
  - Ріо-де-І'Іскобет
  - Ріо-д'Пал
    - Ріо-д'Інкліс

  - Ріо-де-Пірофіта
  - Руне

### Річки басейну Валіра
| Річка                                                    | Загальна довжина | Координати витоку                                                    | Код     | Гирло                                           |
| -------------------------------------------------------- | ---------------- | -------------------------------------------------------------------- | ------- | ----------------------------------------------- |
| Валіра (Riu Valira)                                      | 12.345 км        | 42°26′08″ пн. ш. 01°28′21″ сх. д. / 42.43556° пн. ш. 1.47250° сх. д. | IEA-R-1 | Серге (Segre)                                   |
| Ріо Руне (Riu Runer)                                     | 4.940 км         | 42°25′48″ пн. ш. 01°31′29″ сх. д. / 42.43000° пн. ш. 1.52472° сх. д. | IEA-R-4 | Валіра (Riu Valira)                             |
| Ріо-дел-Ллосар (Riu del Llosar, de la Fontaneda o Negre) | 4.049 км         | 42°27′02″ пн. ш. 01°29′05″ сх. д. / 42.45056° пн. ш. 1.48472° сх. д. | IEA-R-5 | Валіра (Riu Valira)                             |
| Ріо-д'Аубінья (Riu d'Aubinyà)                            | 10.012 км        | 42°27′31″ пн. ш. 01°29′15″ сх. д. / 42.45861° пн. ш. 1.48750° сх. д. | IEA-R-6 | Валіра (Riu Valira)                             |
| Ріо-дел-Пегуера (Riu de la Peguera)                      | 3.578 км         | 42°27′19″ пн. ш. 01°31′18″ сх. д. / 42.45528° пн. ш. 1.52167° сх. д. | IEA-R-9 | Ріо-д'Аубінья (Riu d'Aubinyà)                   |
| Ріо-де-лес-Кастеллетес (Riu de les Castelletes)          | 1.401 км         | 42°26′51″ пн. ш. 01°31′57″ сх. д. / 42.44750° пн. ш. 1.53250° сх. д. | IEA-R-7 | Ріо-д'Аубінья (Riu d'Aubinyà)                   |
| Ріо-де-Каборро (Riu de Caborreu)                         | 1.400 км         | 42°26′52″ пн. ш. 01°32′23″ сх. д. / 42.44778° пн. ш. 1.53972° сх. д. | IEA-R-8 | Ріо-де-лес-Кастеллетес (Riu de les Castelletes) |

## Озера
Загалом, в Андорі обліковано 172 озера, як природні, так і рукотворні (утворені в долинах річок чи потоків). Більшість з озер льодовикового типу. Найбільшим озером вважається льодовикове Естаніс де Юклар (Estanys de Juclar) (23 га) поблизу Пік де Ное (Pic de Noé) на північному сході країни. Перелік найбільших, по площі, озер:
- Estanys de l'Angonella
- Bassa del Raco
- Estany de Creussans
- Estanys de Tristaina
- Estany Esbalçat
- Estany de l'Estanyó
- Estany Salvat

## Екологія річок й озер
Через обмеженість корисних площ в країні, чимало долин та річищ місцевих річок почали використовуватися в господарчих потребах. Тому в країні склалася традиція каналізування річок, спорудження бетонних дамб та набережних, вздовж яких і течуть річки. І лише в гірських регіонах річки протікають в природному ландшафті.